# Lycodes seminudus
 Lycodes seminudus és una espècie de peix de la família dels zoàrcids i de l'ordre dels perciformes.

## Morfologia
- Els mascles poden assolir 51,7 cm de longitud total.
- Nombre de vèrtebres: 96.[4][5]

## Alimentació
Menja gambes i eufausiacis.

## Hàbitat
És un peix marí i d'aigües profundes que viu entre 357-1.400 m de fondària.

## Distribució geogràfica
Es troba a Alaska, el Canadà, Groenlàndia, Islàndia, Noruega i Rússia.

## Costums
És bentònic.

## Observacions
És inofensiu per als humans.